# قسم حميل الريفي (مقاطعة إسلام آباد غرب)
قسم حميل الريفي (بالفارسية: دهستان حمیل) هي منطقة سكنية تقع في ناحية حميل في إيران. يقدر عدد سكانها بـ 5,753 نسمة .